# Mount Burnham (Marie-Byrd-Land)
Mount Burnham ist ein 1170 m hoher Berg, der etwa 3 km nördlich des Mount Van Valkenburg in den zu den Ford Ranges gehörigen Clark Mountains im westantarktischen Marie-Byrd-Land aufragt. 
Teilnehmer der United States Antarctic Service Expedition (1939–1941) entdeckten ihn bei Überflügen von der West Base. Benannt ist der Berg nach dem US-amerikanischen Kartografen Guy Harvey Burnham (1895–1972) von der School of Geography der Clark University in Worcester, Massachusetts. Verwechslungsgefahr besteht mit dem gleichnamigen Berg im antarktischen Viktorialand.